# 本村 (熊本県)
本村（ほんむら）は熊本県の天草諸島、天草下島に存在していた村。

## 歴史
- 1889年（明治22年）4月1日 - 町村制の施行に伴い、本村、新休村、下河内村が合併し成立。
- 1954年（昭和29年）4月1日 - 本村が本渡町、櫨宇土村、志柿村、下浦村、楠浦村、亀場村、佐伊津村と合併して本渡市が発足。